# Brechtorf
Brechtorf ist ein Ortsteil der Gemeinde Rühen im Osten des niedersächsischen Landkreises Gifhorn. 

## Geographie
Der Ort Brechtorf liegt auf dem Vorsfelder Werder unweit des Niedermoorgebietes Drömling. Ferner liegt es in unmittelbarer Nähe zur Stadt Wolfsburg. Angrenzender Stadtteil Wolfsburgs ist Wendschott. Unmittelbar an der Brechtorfer Südgrenze liegt die zu Wolfsburg gehörende Wippermühle. Einen Kilometer nördlich von Brechtorf liegt Rühen, zwei Kilometer westlich Eischott, das ebenfalls zur Gemeinde Rühen gehört. Im Osten verläuft in weniger als einem Kilometer Abstand der Mittellandkanal. 
Zwischen Brechtorf, Eischott und Velstove lag früher der Wipperteich, einst der größte See im Herzogtum Braunschweig.

## Geschichte

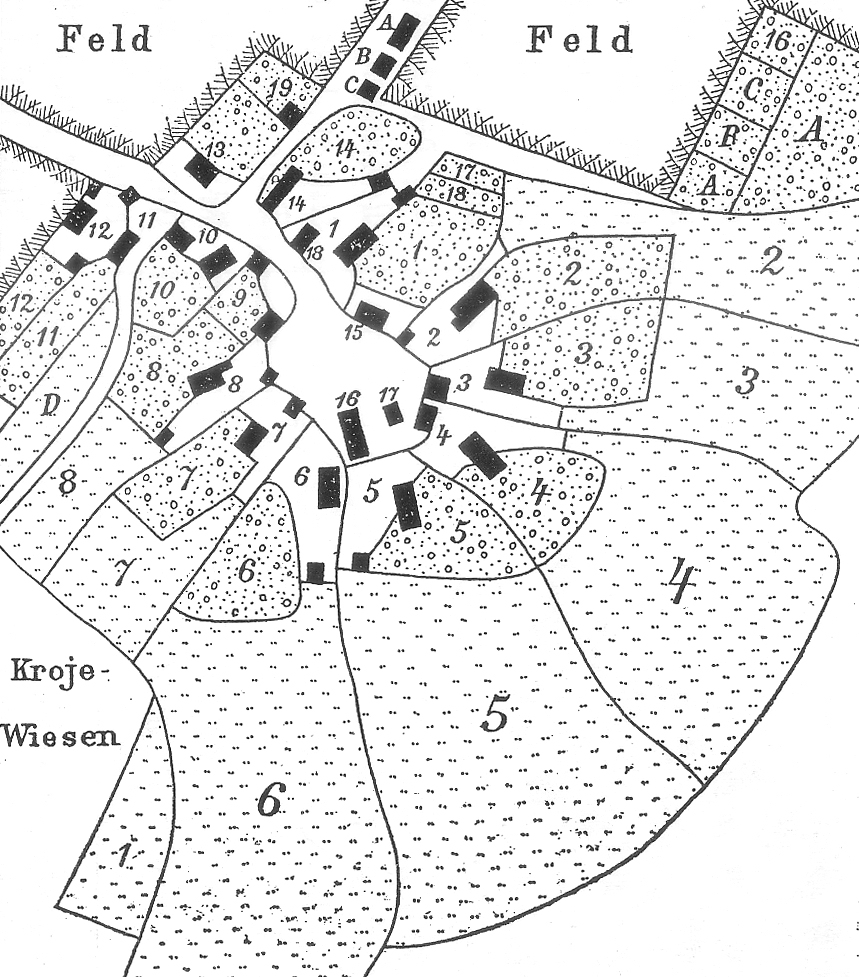
Grundstücksplan von Brechtorf, 1759

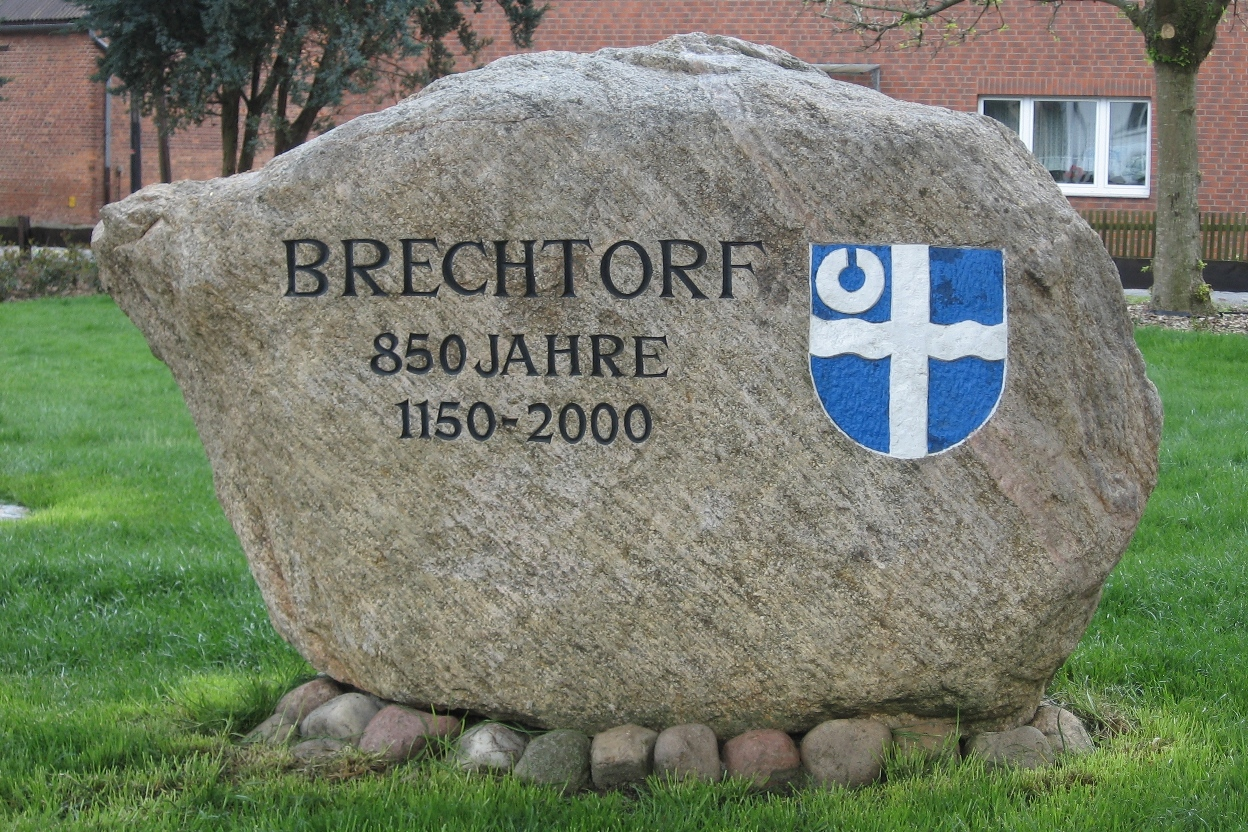
Gedenkstein zur 850-Jahr-Feier

Brechtorf wurde erstmals 1150 als Bracthorpe urkundlich erwähnt. Damals war die Ortschaft im Besitz des Klosters Sankt Ludgeri in Helmstedt. 1224 wurde es in einer weiteren Urkunde als Bracktorp bezeichnet. Der Name bedeutet wahrscheinlich „Dorf an der kleinen Furt“, wobei die erste Silbe aus dem Slawischen stammt. Bis in das 18. Jahrhundert besaß die Ansiedlung die Form eines Rundlings. Besonders nach dem Zweiten Weltkrieg wuchs der Ort. Seit damals ziehen vor allem Mitarbeiter der Volkswagenwerkes in Wolfsburg hierher. Am 1. Juli 1972 wurden Brechtorf und Eischott in die Gemeinde Rühen eingemeindet, die ihrerseits Sitz der neugegründeten Samtgemeinde Rühen wurde. Zugleich wechselten die Gemeinden der Samtgemeinde vom Landkreis Helmstedt zum Landkreis Gifhorn. Zwei Jahre später ging die Samtgemeinde Rühen in der Samtgemeinde Brome auf. 
2000 fand die 850-Jahr-Feier mit zahlreichen Aktionen statt. Im Dezember 2020 hatte Brechtorf 1180 Einwohner.

## Wirtschaft
Neben einigen Handwerksbetrieben und sonstigen Gewerbetreibenden gab es in Brechtorf ein Konstruktionsbüro für Sondermaschinen. Einzelhandelsbetriebe befinden sich im nahen Rühen. Landwirtschaft wird noch in geringem Umfang betrieben. 1985 gab es noch neun landwirtschaftliche Haupterwerbsbetriebe.

## Kirchen

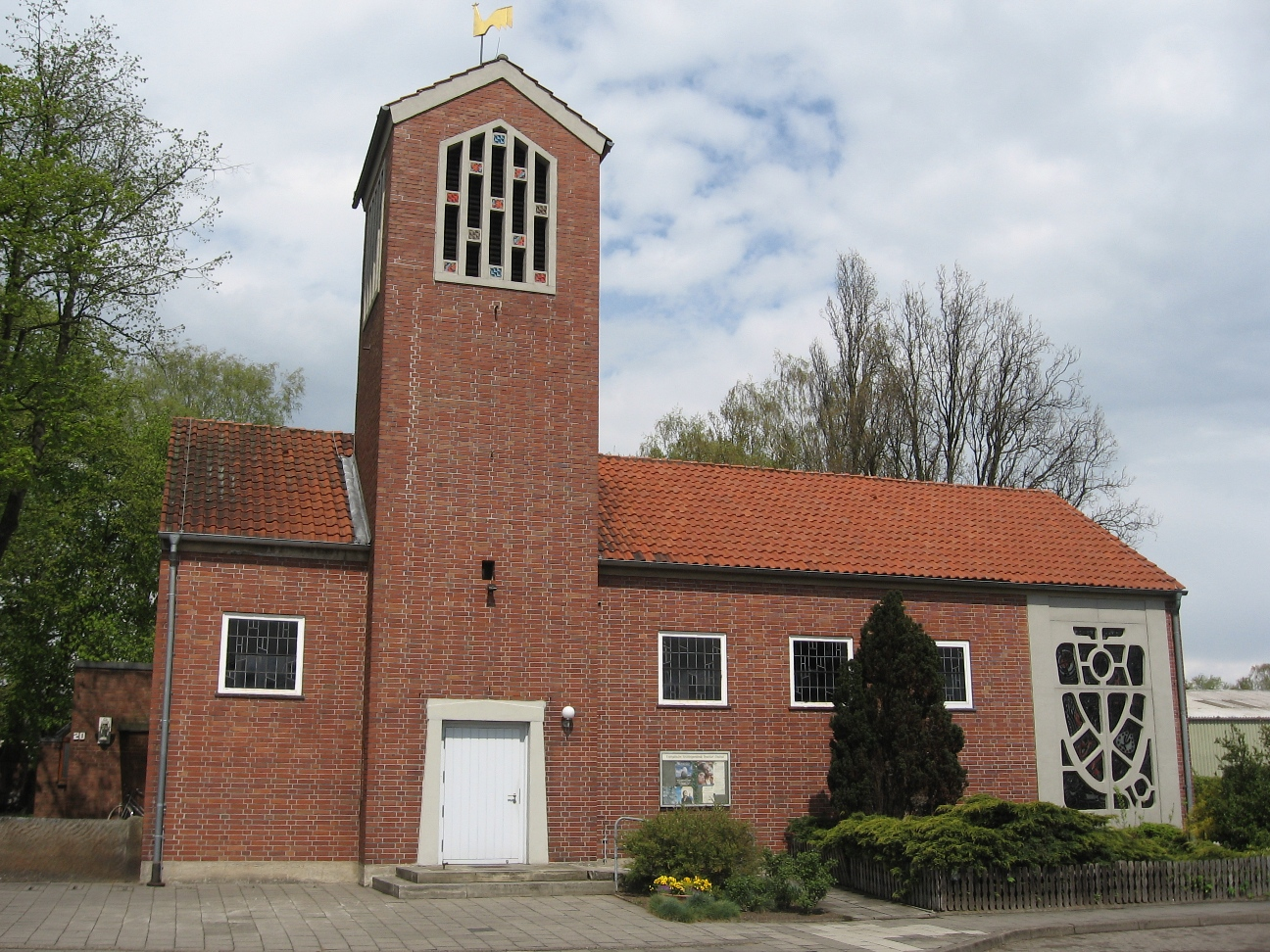
St.-Markus-Kirche in Brechtorf

Die Evangelisch-lutherische Kirchengemeinde Brechtorf-Eischott ist Teil eines Kirchengemeindeverbundes mit den Evangelisch-lutherischen Kirchengemeinden Rühen und Parsau (Pfarrverband) und wird vom Pfarramt Rühen seelsorgerlich betreut. Bis in die 1950er Jahre bestand mangels einer eigenen Kirche eine enge Anbindung des kirchlichen Lebens an die St.-Petrus-Kirche in Vorsfelde (heute Stadtteil Wolfsburgs), wo regelmäßige Gottesdienste sowie Taufen, Konfirmationen und Trauungen stattfanden. Während dieser Zeit wurden gelegentlich Gottesdienste in der Brechtorfer Schule abgehalten. Die St.-Markus-Kirche in Brechtorf wurde 1957 bis 1958 von Friedrich Berndt erbaut und anschließend als Gotteshaus für die damaligen Kirchengemeinden Brechtorf und Eischott eingeweiht. 2003 wurde das Kirchengebäude um einen Anbau mit Gemeinderäumen erweitert.

## Wappen
- Entstehung:

Als Ergänzung zum gemeinsamen Wappen der Gemeinde Rühen entschied sich eine Bürgerversammlung am 23. August 1989 für ein eigenes Wappen, welches vom Braunschweiger Heraldiker Arnold Rabbow ausgearbeitet wurde.
- Beschreibung:

Das Wappen zeigt in einem blauen Schild ein durchgehendes silbernes beziehungsweise weißes Kreuz, dessen waagerechte Arme wellenförmig sind und das im vorderen Obereck von einem weißen Rundlingssymbol begleitet wird.

## Verkehr
Brechtorf liegt an der Landesstraße Rühen–Wolfsburg. Über eine 2003 fertiggestellte Umgehungsstraße gelangt man direkt in das Zentrum Wolfsburgs, ohne die östlichen Stadtteile durchqueren zu müssen. Eine Kreisstraße führt Richtung Eischott. Dank der Buslinie Wolfsburg–Brome bestehen werktags stündliche, sonst zweistündliche Fahrgelegenheiten in beide Richtungen. Zusätzliche Fahrten werden werktags auf der Linie Wolfsburg–Rühen angeboten.